# Jimlíkov (lom)
Jimlíkov je kaolinový povrchový lom na území stejnojmenné vesnice spadající pod město Nová Role nedaleko Karlových Varů. Karlovarská kaolinová ložiska vznikla v křídě až paleogénu. Kaolin z této lokality slouží jako surovina hlavně pro výrobu porcelánu.

## Okolí a přístup
Lom je v současné době zatopený a koupání zde je možné pouze na vlastní nebezpečí. Vodní plocha je dobře přístupná s písčitými plážemi.